# Turny
Turny là một xã của Pháp,tọa lạc ở tỉnh Yonne trong vùng Bourgogne.
Dân địa phương trong tiếng Pháp gọi là Turrois.

## Hành chính
| Danh sách các thị trưởng               |                   |                        |                |         |
| Giai đoạn                              | Giai đoạn         | Tên                    | Đảng           | Tư cách |
|                                        | tháng 3 1945-1983 | Raoul DUBOIS           | P.S            |         |
|                                        | tháng 3 1983-2001 | Alain BROUSSEAU        | RPR            |         |
|                                        | tháng 3 2001      | Marie-Christine HENNON | UDF            |         |
|                                        | tháng 3 2008      | Stéphane GALLOIS       | Sans étiquette |         |
| Tất cả các dữ liệu trước đây không rõ. |                   |                        |                |         |

## Thông tin nhân khẩu
| Năm | 1962 | 1968 | 1975 | 1982 | 1990 | 1999 |
| --- | ---- | ---- | ---- | ---- | ---- | ---- |
| Dân số | 390  | 434  | 484  | 562  | 654  | 784  |
| From the year 1962 on: No double counting—residents of multiple communes (e.g. students and military personnel) are counted only once. |      |      |      |      |      |      |